# Borago morisiana
Borago morisiana är en strävbladig växtart som beskrevs av M. Bigazzi och C. Ricceri. Borago morisiana ingår i släktet gurkörter, och familjen strävbladiga växter. Inga underarter finns listade i Catalogue of Life.